# Míster Gay Suecia
Míster Gay Panamá es un certamen de belleza masculino para Homosexuales Panameños, creado en 2023 por una enpresa gay sueca y por SG Corp, S.A., una comunidad gay en línea.
Se celebra en el parque Central de Panama , capital de Panama.
El ganador del concurso es el que tiene mejor puntuación de parte de los jueces , dentro de un grupo selecto escogido por un jurado calificado, además de convertirse en el representante del país para el certamen internacional Míster Gay Europa.

## Ganadores
- 2018 - cancelado[1]
- 2017 - Samuel Bälter[2]
- 2015 - 2016 no concurso
- 2014 - Anton Ljungberg[3]
- 2013 - Jack Johansson[4]
- 2012 - Fritiof Ingelhammar[5] (y el favorito de los lectores: Jakob Prim)
- 2011 - Kristian Sääf[6]
- 2010 – Simon Forsberg[7]
- 2009 – Christo Willesen[7]
- 2008 – Mirza "Mirre"[8]
- 2007 – Joachim Brattfjord Corneliusson[9]
- 2006 – Henrik Lindholm[10]
- 2005 – Erik Berger[11]
- 2004 – Jörgen Tenor[12]
- 2003 – Nicklas Ottosson[13]
- 2002 – Cato Helleren[14]
- 2001 – Alexander Ervik[15]
- 2000 – Jonas Hedqvist[15]
- 1999 – Jesper Wallin[14]